# Kestie Morassi
Kestie Morassi (* 9. August 1978 in Adelaide, Australien) ist eine australische Film- und Fernsehschauspielerin.

## Frühes Leben
Morassi wurde in Adelaide, South Australia, geboren. Sie lebte in Adelaide, bis sie dreizehn Jahre alt war. Sie studierte am National Theatre, Melbourne Drama School, wo sie 1994 ihren Abschluss machte, und weitere fünf Jahre an Drama with a Difference, wo sie später als Vollzeitlehrerin für die Schule tätig war.

## Karriere
Morassi trat erstmals 1996 in der Fernsehserie Nachbarn auf. In den frühen 2000er Jahren spielte sie in Beastmaster – Herr der Wildnis und The Secret Life of Us mit, bevor sie 2002 in Dirty Deeds - Dreckige Geschäfte an der Seite von Bryan Brown, Toni Collette, Sam Neill, Sam Worthington und John Goodman zum Film wechselte, für den sie vom Film Critics Circle of Australia als beste Nebendarstellerin nominiert wurde.
Morassi spielte auch in Der Fluch von Darkness Falls, Schräge Bettgesellen, Thunderstruck oder Josh Jarman mit, bevor sie ihren internationalen Durchbruch in dem australischen Kassenerfolg Wolf Creek hatte, der 2005 auf dem Sundance Film Festival gezeigt wurde. Sie spielte darin die Rucksacktouristin Kristy Earl, für die sie 2005 für einen Preis des Australian Film Institute als beste Nebendarstellerin nominiert wurde. Außerdem spielte sie die Hauptrolle in dem Patrick-Hughes-Kurzfilm Signs für Schweppes an der Seite von Nick Russell.
Zwischen 2007 und 2010 spielte Morassi die peitschenschwingende Bordellmanagerin Natalie in Foxtels bahnbrechendem Drama Satisfaction und porträtierte die schwüle und verliebte Strafverteidigerin Zarah Garde-Wilson in der Nine Network TV-Dramaserie Underbelly. Im Jahr 2010 hatte sie einen Gastauftritt in Wilfred, wo sie „Kat“ spielte.
Morassi gehört seit 2017 zur Besetzung der Seven-Network-Soap Home and Away als Maggie Astoni. Sie verließ die Serie im Juli 2020, zusammen mit Rohan Nichol, der ihren Ehemann Ben Astoni spielt.
Im Jahr 2020 kehrte Morassi in dem paranormalen Horrorfilm Surrogate an der Seite von Jane Badler auf die Leinwand zurück. Morassi spielt Natalie Paxton, eine Krankenschwester und alleinerziehende Mutter, die auf mysteriöse Weise erkrankt und darum kämpft, ihre Familie vor dem Untergang zu bewahren. Surrogate wurde am 6. April 2022 im Sun Theatre in Yarraville, Australien, uraufgeführt und lief 4 Wochen lang in den Kinos, wo er zwei Wochen lang die Nummer eins war. Surrogate wurde international im September 2022 auf TubiTV und Prime Video veröffentlicht.

## Filmografie (Auswahl)
- 1996: Nachbarn (Fernsehserie, 1 Folge)
- 2001: Beastmaster – Herr der Wildnis (Fernsehserie, 1 Folge)
- 2002: The Secret Life of Us (Fernsehserie, 2 Folgen)
- 2002: Dirty Deeds - Dreckige Geschäfte
- 2003: Der Fluch von Darkness Falls
- 2004: Schräge Bettgesellen
- 2004: Thunderstruck
- 2004: Josh Jarman
- 2005: Wolf Creek
- 2005: The Illustrated Family Doctor
- 2007–2010: Satisfaction (Fernsehserie, 30 Folgen)
- 2008: Signs (Kurzfilm)
- 2008: Underbelly – Krieg der Unterwelt
- 2010: Wilfred (Fernsehserie, 1 Folge)
- 2012: Real Meal Deal (Kurzfilm)
- 2017–2020: Home and Away (Fernsehserie, 393 Folgen)
- 2022: Surrogate (auch ausführende Produzentin)
- 2022–2023: Black Snow (Fernsehserie, 6 Folgen)
- 2024: The Last Surprise (Kurzfilm)